# Alpinia salomonensis
Alpinia salomonensis är en enhjärtbladig växtart som beskrevs av Brian Laurence Burtt och Rosemary Margaret Smith. Alpinia salomonensis ingår i släktet Alpinia och familjen Zingiberaceae. Inga underarter finns listade i Catalogue of Life.